# Sylwia Chutnik
Sylwia Chutnik (1979-) lengyel író, újságíró, idegenvezető. Gender- és kultúratudomány szakon végzett a Varsói Egyetemen. Mindezek mellett önkéntes munkát is végez, valamint vezetője a lengyel anyák és nők jogaiért küzdő MaMa alapítványnak. Idegenvezetéseit Varsó jeles nőalakjainak történeteire fűzi fel. Íróként Női zsebatlasz című regényével rendkívül sikeresen debütált, 2008-ban elnyerte a neves Paszport Polityki irodalmi díjat, és a 2009-es Nike-díjra is jelölték. A könyv azóta számos nyelven, többek között németül és oroszul is megjelent.

## Magyarul megjelent művei

### Női zsebatlasz
A történeteket a szerző egy varsói bérház négy lakója köré fűzi fel, melyekre tekinthetünk akár regényként, akár útikönyvként Varsóról és a varsói nőkről, akár Varsó legszegényebb, társadalomtól leszakadó rétegéről szóló feminista tanulmányként. A regény fejezetei (Bazárosok, Összekötők, Utánzatok, Kis hercegnők stb.) egy panorámaképpel indítanak. Eddig ismeretlennek hitt női archetípusokat mutat be a szerző, azok életkörülményeire és életmódjaira is kitérve. Fejezetenként ráfókuszál egy-egy általa kiválasztott és megformált típusra, melyek heterogenitását tovább fokozzák a generációs különbségek, sőt a nemek közti átfedések is egy elnőiesedett férfi személyében. Mindez egyetlen közös pontban, a varsói Opaczewska utca bérházában összpontosul, a szereplők otthonaként. Az utca és a bérház olyan ökoszisztémát alkot, melynek rendező elveit szerkezetileg és működését tekintve is az őshonos lakók alkotják.
- Női zsebatlasz; ford. Mihályi Zsuzsa; Typotex, Bp., 2015 (Typotex világirodalom)

## Bibliográfia
- Kieszonkowy atlas kobiet, 2008; magyarul – Női zsebatlasz; fordította: Mihályi Zsuzsa; Typotex, Budapest, 2015 (Typotex világirodalom), ISBN 978-963-2798-40-0
- Dzidzia (Diddums), 2009
- Warszawa kobiet (Women’s Warsaw),2011
- Mama ma zawsze rację, 2012
- Cwaniary, 2012
- W krainie czarów, 2014

## Díjak, elismerések
- Polityka Passport Irodalmi Díj, 2008